# دانشگاه مرکز بیرا
دانشگاه مرکز بیرا یک دانشگاه دولتی پرتغالی واقع در شهر کوویلیا است. بیرا یکی از کومارکاهای پرتغال است. 